# София (театр)
«София» (болг. София) — драматический театр в столице Болгарии, городе Софии.

## История
Театр существует с 1966 года. Изначально он назывался «Театром поэзии и эстрады», в «Софию» переименован в конце 1969 года. Его первым директором был Андрей Чапразов, первым режиссёром — Леон Даниел. В данное время директором является актёр Ириней Константинов. Театр расположен на бульваре Янко Саказова 23 А.

## Здание театра
Театр «София» является старейшим муниципальным театром в Софии. Это единственный театр в городе (кроме Национального театра Ивана Вазова), здание которого было специально построено для театра. Театр имеет два зала: большой, со зрительским залом на 314 мест, и камерный, способный вместить от 60 до 74 мест (в зависимости от спектакля).
В театре работает одна актёрская труппа, которая финансируется муниципалитетом. Проходят гастрольные визиты театров Болгарии и зарубежья. В афише представлены спектакли для детей и подростков. Кроме залов в театре есть фойе, которое используется для проведения семинаров, презентаций и выставок.

## Коллектив

### 1967—1989
В Театре «София» работали:
- режиссёры:

Леон Даниел, Николина Томанова, Юлия Огнянова, Васил Луканов, Крикор Азарян, Красимир Спасов, Елена Цикова, Здравко Митков, Стоян Камбарев, Николай Ламбрев, Александр Морфов, Бойко Богданов, Георги Михалков, Николай Поляков, Стайко Мурджев и Неда Соколовска;
- театральные художники:

Георги Иванов, Георги Ножаров, Божидар Йонов, Стефан Савов, Варя Узунова, Светлана Цветкова, Красимир Вулканов, Невяна Кавалджиева;
- композитор: Кирил Дончев;
- штатные драматурги из числа писателей:

Иван Радоев, Перван Стефанов, Константин Илиев, Стефан Цанев, Кольо Георгиев;
- актёры: Коста Цонев, Досьо Досев, Ицхак Финци, Пётр Слабаков, Петр Попйорданов, Антон Горчев, Милен Пенев, Лучезар Стоянов, Анета Сотирова, Белла Цонева, Дора Стаева, Доротея Тончева, Катя Паскалева, Майя Остоич, Татяна Лолова, Тодор Колев и другие.

### После 1989 года
- Актёры: Дария Симеонова, Ивайло Герасков, Йорданка Любенова, Лилия Маравиля, Лора Мутишева, Мартин Гяуров, Невена Калудова, Пламен Манасиев, Силвия Петкова, Юли Малинов и другие.[1]